# Czerwony Kapturek (film 1937)
Czerwony Kapturek (ros. Красная Шапочка) – radziecki krótkometrażowy animowany film czarno-biały z 1937 roku w reżyserii Walentiny i Zinaidy Brumberg.